# Birgit Kjellström
Birgit Kjellström Olsson, född 30 juli 1934 i Göteborg, död 11 april 2019 i Kalmar-Yttergrans församling, Uppsala län, var en svensk museiintendent. 
Kjellström, som var dotter till avdelningschef Henry Kjellström och Annie Grunditz, avlade studentexamen 1954, studerade vid Folkliga musikskolan Ingesund 1956–1957 och blev filosofie kandidat vid Uppsala universitet 1964. Hon var verksam vid Musikmuseet i Stockholm från 1964 (tjänstledig 1968–1970, då hon verkade vid Rikskonserter) och förste intendent vid avdelningen för utåtriktad verksamhet vid nämnda museum från 1981.